# Ariadaeus (Mondkrater)
Ariadaeus ist ein Einschlagkrater auf der Mondvorderseite am westlichen Rand des Mare Tranquillitatis, nördlich von Dionysius und am östlichen Ende der Mondrille Rima Ariadaeus.
Der Krater ist schüsselförmig und kaum erodiert.
| Buchstabe | Position          | Durchmesser | Link |
| --------- | ----------------- | ----------- | ---- |
| A         | 4,63° N, 17,49° O | 8 km        |      |
| B         | 4,88° N, 15,05° O | 8 km        |      |
| D         | 4,86° N, 17,01° O | 4 km        |      |
| E         | 5,3° N, 17,64° O  | 22 km       |      |
| F         | 4,32° N, 18° O    | 3 km        |      |

Der Krater wurde 1935 von der IAU nach dem makedonischen König Philipp III. Arrhidaios offiziell benannt.